# Bitwa morska pod Noryang
Bitwa morska pod Noryang – starcie zbrojne, które miało miejsce dnia 16 grudnia 1598 r. w trakcie wojny koreańsko-japońskiej (1592–1598). 
W roku 1598 Japończycy rozpoczęli wycofywanie swoich wojsk z Korei. W trakcie tego manewru armii japońskiej zagroziły siły koreańsko-chińskie w pobliżu Sinchon. W odpowiedzi na to Japończycy skierowali w ten rejon wielką flotę w sile 500 okrętów. 
Pod Noryang Japończycy natknęli się na flotę koreańsko-chińską pod wodzą admirała Yi Sun-sina, która rozpoczęła ostrzał z dział okrętowych. Okręty japońskie zostały rozproszone i rozpoczęły odwrót, podczas którego straciły połowę jednostek. W bitwie zginął także admirał koreański. Bitwa zakończyła się klęską floty japońskiej. W tym samym miesiącu obie strony przystąpiły do rokowań pokojowych kończących wojnę. 